# 종국등기
종국등기(終局登記)는 등기의 본래의 효력인 대항력(토지·건물을 표시하고 그 권리관계를 일반에게 공시함으로써 권리자 및 거래의 안전을 보호하는 효력)을 발생시키는 등기를 말한다. 권리의 보전을 목적으로 하는 예비등기(가등기·예고등기)에 상대되는 개념이다.
또한 이것은 가등기에 대응하는 의미에서 본등기(本登記)라고 불리는 경우도 있다.
종국등기는 그 기재 내용에 따라서 기입등기(記入登記)·변경등기(變更登記)·말소등기(抹消登記)·회복등기(回復登記)로 분류되고 그 형식에 따라서 주등기(主登記)·부기등기(附記登記)로 나뉜다.

## 같이 보기
- 등기